# آدا گابریلیان
آدا واسیلی گابریلیان (ارمنی: Ադա Վասիլի Գավրիլովա؛ انگلیسی: Ada Gabrielyan؛ ۴ نوامبر ۱۹۴۱) یک نقاش و آموزگار اهل ارمنستان است.

## زندگی‌نامه
گابریلیان در ۴ نوامبر  ۱۹۴۱ در گیومری در خانواده‌ای از موسیقی‌دانان اهل لنیناکان متولد شد. وی در سال ۱۹۶۵ از انستیتو دولتی هنری و نمایشی ایروان فارغ‌التحصیل شد. پرتره وس که توسط آرمین گالنتز کشیده شده بود، به نمایش گذاشته شد.
بین سال‌های ۱۹۷۷ تا ۱۹۸۷ گابریلیان در دانشگاه دولتی علوم پرورشی خاچاطور آبوویان ارمنستان، نقاشی، طراحی و آهنگسازی را تدریس کرده است. بین سال‌های ۱۹۹۱ تا ۲۰۰۱، وی در آکادمی دولتی هنرهای زیبای ارمنستان، «لباس‌های آیینی ارمنی» ("Armenian Ritual Clothes") را تدریس می‌کرد. وی همچنین در دانشگاه آزاد و دانشگاه هنرهای زیبا تدریس می‌کرد.
از سال ۱۹۹۰، وی در مورد نظریه هنر باستانی و ارتباط آن با هنرهای معاصر مانند نقاشی، گرافیک و گلدوزی آثار نگاشته است.